# واشینگتن گرووو (مریلند)
واشینگتن گرووو (به انگلیسی: Washington Grove) شهری در ایالت مریلند کشور ایالات متحده آمریکا است که جمعیت آن در سرشماری سال ۲۰۱۰ میلادی، ۵۵۵ نفر بوده‌است.